# اوپاتوف (منطقه تربیچ)
اوپاتوف (به چکی: Opatov) یک منطقهٔ مسکونی در جمهوری چک است که در منطقه تربیچ واقع شده‌است. اوپاتوف ۱۹ کیلومتر مربع مساحت و ۷۶۸ نفر جمعیت دارد و ۵۸۲ متر بالاتر از سطح دریا واقع شده‌است.